# Пентаселенид триурана
Пентаселенид триурана — бинарное неорганическое соединение
урана и селена
с формулой U3Se5,
кристаллы.

## Получение
- Спекание стехиометрических количеств чистых веществ в инертной атмосфере [1]:

{\displaystyle {\mathsf {3U+5Se\ {\xrightarrow {1000^{o}C}}\ U_{3}Se_{5}}}}
- Термическое разложение триселенида урана в вакууме [2]:

{\displaystyle {\mathsf {3USe_{3}\ {\xrightarrow {100-110^{o}C}}\ U_{3}Se_{5}+4Se}}}

## Физические свойства
Пентаселенид триурана образует кристаллы 
ромбической сингонии, пространственная группа P nma, параметры ячейки a = 1,243 нм, b = 0,848 нм, c = 0,777 нм, Z = 4,
структура типа пентасульфида триурана U3S5
.
Соединение образуется по перитектической реакции при температуре 1560°C.